# مورين غاريت
مورين غاريت (بالإنجليزية: Maureen Garrett)‏ هي ممثلة أمريكية، ولدت في 18 أغسطس 1948 في روكي ماونت في الولايات المتحدة.

## أعمال

### مسلسلات
- غايدنغ لايت

## وصلات خارجية
- مورين غاريت على موقع IMDb (الإنجليزية)
- مورين غاريت على موقع قاعدة بيانات الفيلم (الإنجليزية)